# 청록운수
청록운수(靑綠運輸)는 서울특별시 도봉구의 마을버스 회사이며, 사무실과 차고지는 서울특별시 도봉구 우이천로34길 9 (쌍문동) 에 있다. 계열사로는 강남구 마을버스 업체인 은곡운수, 경기도 하남시의 마을버스 회사인 오륜운수 등이 있다.

## 역사 및 현황
1993년 3월 10일에 설립되어 과거에는 쌍문동 및 방학동 지역에서 운행하던 마을버스회사였으나, 2006년 10월 9일 구 은곡운수를 인수하였다가 2011년 12월 13일에 강남06번을 다시 은곡운수로 분사시켰다. 2012년 초 경기도 하남시의 마을버스 회사인 삼성교통(현 오륜운수)를 인수하여 계열사로 편입하였다. 현재 청록운수의 전체차량보유대수는 총 22대이다.

## 운행 노선
- ● 도봉01번: 법종사 ↔ 창동역동측도봉방면 (구 도봉마을 15번)
- ● 도봉02번: 우이동 ↔ 수유역 (구 도봉마을 19번)
- ● 도봉03번: 꽃동네 ↔ 수유역 (구 도봉마을 19-1번)
- ● 도봉04번: 동익아파트 ↔ 수유역 (구 도봉마을 19-2번)

## 과거 보유노선
- ● 강남06번: 세곡동 ↔ 코엑스 (2011년 12월 13일 은곡운수에 양도)

## 차량
- 현대자동차 - 현대 그린시티, 현대 일렉시티 타운